# 72 Pułk Piechoty (II RP)

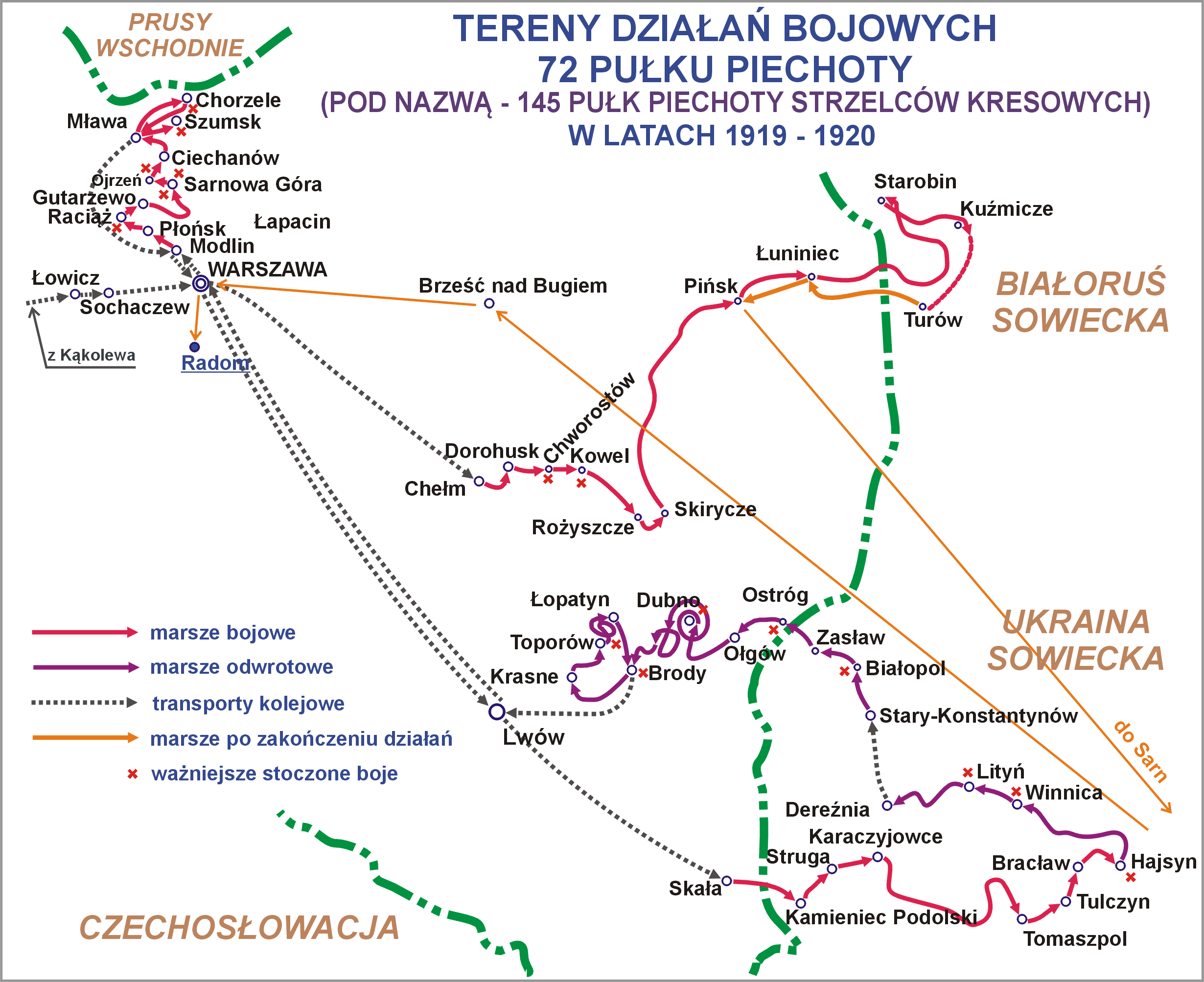
Tereny działań Pułku 1919-1920

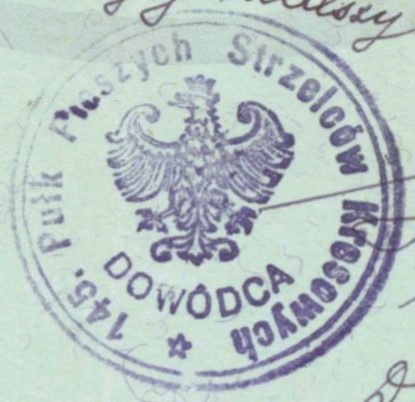
Pieczęć dowódcy pułku

72 Pułk Piechoty im. płk. Dionizego Czachowskiego (72 pp) – oddział piechoty Armii Polskiej we Francji i Wojska Polskiego II RP.
Pułk sformowany został w strukturach Armii Polskiej we Francji w 1919 roku. W okresie pokoju stacjonował w Radomiu. W kampanii wrześniowej walczył w składzie 28 Dywizji Piechoty.

## Formowanie i zmiany organizacyjne
Na przełomie 1918/1919 Polacy, dawni żołnierze armii austro-węgierskiej, przebywający w obozach jenieckich we Włoszech przystąpili do formowania polskich oddziałów wojskowych. Pierwszym zawiązkiem 72 pp był utworzony około 20 grudnia 1918 w obozie La Mandria di Chivasso pod Turynem 6 pułk piechoty im. Zawiszy Czarnego.
W kwietniu 1919 pułk przegrupowano do Francji, a tam został przydzielony do francuskiego 416 rezerwowego pułku piechoty, w Lure, w departamencie Haute-Saône. Ten, demobilizując się, przekazywał stopniowo Polakom broń i ekwipunek. W tym okresie stanowiska dowódców obejmowali oficerowie francuscy mając do pomocy oficerów Polaków. Stan pułku został uzupełniony ochotnikami przybyłymi z Ameryki, Francji, Holandii oraz Polakami z zaboru pruskiego zwolnionymi z obozów jenieckich we Francji.
26 maja 1919 roku pułk został przemianowany na 21 pułk Strzelców Polskich. Wszedł on w skład 7 Dywizji Strzelców Polskich. W połowie czerwca 1919 roku pułk przybył do Polski będąc w pogotowiu bojowym przeciw Niemcom w okolicach Sochaczewa, a później Łowicza.
W związku z przejściem oddziałów „Błękitnej Armii” na etat wojsk krajowych, we wrześniu 1919 roku pułk został przemianowany na 145 pułk piechoty Strzelców Kresowych. Pod tą nazwa walczył w wojnie polsko-bolszewickiej. Dowódca jednostki posługiwał się pieczęcią urzędową z nazwą „145. Pułk Pieszych Strzelców Kresowych”.
| Obsada personalna 145 pułku piechoty w 1920 | Obsada personalna 145 pułku piechoty w 1920        |
| Stanowisko                                  | Stopień, imię i nazwisko                           |
| ------------------------------------------- | -------------------------------------------------- |
| Dowódca pułku                               | mjr/ppłk Karol Steinbach (do 21 VII)               |
| Adiutant pułku                              | kpt. Stanisław Trzebunia                           |
| Adiutant pułku                              | kpt. Jan Uldanowicz                                |
| Lekarz                                      | por. lek. dr Stanisław Czarliński                  |
| Dowódca I batalionu                         | kpt. Lucjusz Orłowski                              |
| Dowódca I batalionu                         | kpt. Jan Uldanowicz                                |
| Oficer gazowy                               | ppor. Bronisław Karol Knebloch                     |
| Dowódca 1 kompanii                          | N.N.                                               |
| Dowódca 2 kompanii                          | ppor, Franciszek Znamirowski (ranny 31VII)         |
| Dowódca 3 kompanii                          | N.N.                                               |
| Dowódca 3 kompanii                          | ppor. Ignacy Bochenek (20 VI – 19 VII)             |
| Dowódca 4 kompanii                          | N.N.                                               |
| Dowódca 1 kompanii km                       | N.N.                                               |
| Dowódca II batalionu                        | kpt. Władysław Suboczewski                         |
| Dowódca II batalionu                        | por. Henryk Jancarz (V – VI)                       |
| Dowódca II batalionu                        | kpt. Hipolit Wojciechowski                         |
| Oficer gazowy                               | ppor. Stanisław Hankiewicz                         |
| Lekarz                                      | pchor. podlek. Klemens Apperman (do 30 VI)         |
| Dowódca 5 kompanii                          | ppor. Anatol Rutkowski (†19 VI)                    |
| Dowódca 6 kompanii                          | N.N.                                               |
| Dowódca 7 kompanii                          | ppor, Kazimierz Ryziński                           |
| Dowódca 8 kompanii                          | N.N.                                               |
| Dowódca 2 kompanii km                       | N.N.                                               |
| Dowódca III batalionu                       | kpt. Jan Uldanowicz (V)                            |
| Dowódca III batalionu                       | kpt. Adam Borowik (V – VI)                         |
| Dowódca III batalionu                       | ppor. Franciszek Piotrowiak                        |
| Adiutant baonu (oficer gazowy)              | ppor./por. Teodor Bloch                            |
| Oficer kasowy                               | ppor. Józef Nowak                                  |
| Oficer prowiantowy                          | ppor. Abraham Halpern (ranny 25 VII)               |
| Dowódca 9 kompanii                          | wz. ppor. Antoni Szepelski                         |
| Dowódca 9 kompanii                          | ppor. Ignacy Bochenek (19–21 VII, nast. w niewoli) |
| Dowódca 10 kompanii                         | ppor. Franciszek Piotrowiak                        |
| Dowódca 11 kompanii                         | ppor Janusz Korab Laskowski                        |
| Dowódca 11 kompanii                         | ppor. Jan Szul (od 14 IV)                          |
| Dowódca 11 kompanii                         | ppor. Edward Wróblewski                            |
| Dowódca 12 kompanii                         | N.N.                                               |
| Dowódca 3 kompanii km                       | ppor. Feliks Frank († 20 VII)                      |
| Dowódca kompanii technicznej                | por. Teodor Serednicki                             |
| Oficer pułku (dowódca kompanii)             | ppor. Olgierd Piotrowski (ranny 16 VII)            |
| Oficer pułku                                | kpt. Jan Gawda                                     |
| Oficer pułku                                | kpt. Dionizy Kręgielski                            |
| Oficer pułku                                | kpt. Ignacy Szafir                                 |
| Oficer pułku                                | por. Antoni Kulwieć                                |
| Oficer pułku                                | por. Wacław Raciąski                               |
| Oficer pułku                                | por. Władysław Szymański                           |
| Oficer pułku                                | por. Jerzy Zieleniewski                            |
| Oficer pułku                                | ppor. Witold Cywiński                              |
| Oficer pułku                                | ppor. Wacław Haas                                  |
| Oficer pułku                                | ppor. Edward Harasymow                             |
| Oficer pułku                                | ppor. Zygmunt Kronn                                |
| Oficer pułku                                | ppor. Roman Lazarowicz                             |
| Oficer pułku                                | ppor. Łopiński                                     |
| Oficer pułku                                | ppor. Marian Łoś                                   |
| Oficer pułku                                | ppor. Stefan Majewski                              |
| Oficer pułku                                | ppor. Walery Mańkowski († 20 VII)                  |
| Oficer pułku                                | ppor. Emil Potkaehl                                |
| Oficer pułku                                | ppor. Alojzy Sabich                                |
| Oficer pułku                                | ppor. Tadeusz Szindler                             |
| Oficer pułku                                | ppor. Antoni Trapelski                             |
| Oficer pułku                                | ppor, Stanisław Truszkowski?                       |
| Oficer pułku                                | ppor. Tadeusz Wasylenko († 16 VII)                 |
| Oficer pułku                                | ppor. Witold Witkowicz                             |
| Lekarz (przydział nieustalony)              | por. lek. dr Edward Stoeckel                       |
| Lekarz (przydział nieustalony)              | ppor. lek. dr Ludwik Ossowski                      |

## Pułk w walkach o granice
W trzeciej dekadzie czerwca 1919, z Francji, do stacji Kąkolewo dotarł 145 pułk Strzelców Kresowych. Dalsza droga prowadziła w rejon Łowicza. Tam przechodził niezbędną reorganizację i uzupełniał wyszkolenie. Pod koniec września 1919 odjechał nad Zbrucz w rejon miejscowości Skała, gdzie organizował obronę.
W listopadzie zajął Kamieniec Podolski i w jego rejonie, na linii rzek Zbrucz i Uszyca, otrzymał do obrony odcinek „ziemi niczyjej”. Pierwszy chrzest bojowy przeszedł 7 i 8 marca 1920 pod miejscowością Struga.
Do 25 kwietnia prowadził wypady i przeciwuderzenia przeciw wojskom sowieckim. W tym dniu ruszył na wschód razem z polską ofensywą w grupie gen. Iwaszkiewicza. Doszedł do obszaru rzeki Dżuryn i został odesłany do odwodu dywizji. W pierwszej dekadzie maja ruszył dalej na wschód przez: Tomaszpol, Tulczyn, Bracław doszedł pod Hajsyn, którego bronił skutecznie przed kolejnymi atakami wojsk sowieckich do 12 czerwca 1920. W dniu tym otrzymał rozkaz odwrotu.
Marsze odwrotowe wiodły przez: Woronowo, Winnicę, Lityn i Warynkę.
25 maja 145 pułk piechoty Strzelców Kresowych zluzował 19 pułk piechoty ze składu 5 Dywizji Piechoty odchodzącej na front północny i zajął odcinek od Kropiwny do Hajsyna. Północnego skrzydła rejonu obrony bronił II batalion. Tam też zgrupowane były odwody pułkowe. Zgrupowaniem tym dowodził osobiście dowódca pułku ppłk Karol Steinbach. Południowego skrzydła (odcinek „Hajsyn”) bronił I i III batalion pod ogólnym dowództwem kpt. Jana Uldanowicza. Wsparcie artyleryjskie zapewniał dywizjon 18 pułku artylerii polowej. Oddziały dywizji były mocno osłabione niedawną demobilizacją tzw. „amerykanów” – żołnierzy „Błękitnej Armii” nie będących obywatelami Polski oraz starszych roczników.
28 maja do sowieckiej ofensywy przystąpiła 14 Armia Ijeronima Uborewicza i uderzyła na centrum i prawe skrzydło polskiej 6 Armii. 21 Dywizja Strzelców nacierała na Hajsyn. W tym dniu wszystkie ataki jej 63 Brygady Strzelców załamywały się przed linią okopów bronionych przez I i III/145 pułku piechoty. Następnego dnia Sowieci ponowili natarcie i około południa opanowali stację kolejową oraz zabudowania cukrowni. Kpt. Jan Uldanowicz kontratakował odwodowymi kompaniami i odzyskał utracone okopy pierwszej linii. Po południu, po silnym przygotowaniu artyleryjskim, nieprzyjaciel sforsował pod Kuną Sob i wyszedł na tyły polskich batalionów. Kontratak pod dowództwem ppor. Teodora Serednickiego wyrzucił przeciwnika za rzekę. Polskie pozycje zostały obronione.
W kolejnych dniach na odcinku obrony 145 pułku piechoty nieprzyjaciel nie atakował. Wykorzystał to ppłk Steinbach i zorganizował kilka wypadów na wschodni brzeg rzeki celem rozpoznania zamiarów wroga. 5 czerwca wypadu na Czeczelówkę dokonał III batalion. We wsi zaskoczono pododdziały 188 pułku strzelców, rozbito je, biorąc jeńców i sprzęt. Podczas drogi powrotnej we wsi Kuszczenice batalion rozproszył sowiecki oddział, który próbował odbić jeńców. W tym samym czasie wypadu na Tymar dokonała grupa kapitana Uldanowicza i rozbiła nieprzyjaciela grupującego się w tej miejscowości. Jego resztki wycofały się na południe.
Dzięki przeprowadzonym wypadom strona polska była dobrze zorientowana w planach Sowietów i odpowiednio wzmocniła odcinek „Hajsyn”. 7 czerwca piechota 21 Dywizji Strzelców uderzyła na Hajsyn od wschodu i południa. Sowieci nacierali kolejnymi falami tyralier nie zważając na straty i po kilku godzinach wdarli się do Hajsyna. Kontrataki 1 i 4 kompanii wyparły przeciwnika z miasta.
W czerwcowych walkach pod Hajsynem Polacy stracili 12 poległych i 60 rannych. Na polu bitwy znaleziono ponad 120 poległych czerwonoarmistów. W związku z wycofywaniem się wojsk polskich z Ukrainy, 12 czerwca 1920 oddziały polskie opuściły Hajsyn.
29 czerwca ze stacji Dereźna pułk został przerzucony do Starokonstantynowa nad Słucz. Walczył nadal w składzie 18 Dywizji Piechoty i toczył w czasie odwrotu boje pod: Białopolem i Ostrogiem. Tu po raz pierwszy dowództwo dywizji zastosowało, skutecznie, tzw. „jeża”, tworząc z poszczególnych pułków zamknięte na pozycjach obronnych koło, w środku którego znajdowało się dowództwo, artyleria i służby.
2 lipca dywizja ruszyła na Zasław i Michnów. Kolumna gen. Mieczysława Lindego kierowała się na Zasław. Jej zadaniem było uderzenie na tyły i skrzydło skoncentrowanych tam oddziałów nieprzyjaciela. Ubezpieczenie boczne kolumny stanowiły dwa bataliony 145 pułku piechoty mjr. Karola Steinbacha, które to nocą 4 lipca dotarły do Biełopola. Tam zauważono długą kolumnę czerwonoarmistów, kierujących się na południe.
Polskie bataliony natychmiast rozwinęły się do walki i z odległości 300 m otworzyły ogień. Zaskoczenie było tak wielkie, że przeciwnik porzucił broń, tabory i rozproszył się w terenie. Oddział mjr. Steinbacha zatrzymał się w Biełopolu na odpoczynek. Nad ranem kawaleria 45 Dywizji Strzelców zaatakowała miejscowość. Atak został skutecznie odparty.
Kolejne walki staczał pod Moszczanicą Wielką i 13 lipca ruszył do natarcia na Dubno. Ciężkie boje o miasto trwały do 23 lipca i zakończyły się powodzeniem. Pułk poniósł bardzo duże straty. Dywizja była zmuszona do dalszego odwrotu na południe, w kierunku Brodów. Pułk osiągnął miasto 25 lipca i w dalszym marszu na Krasne, a potem Toporów zdobył miasto 31 lipca.
Następnego dnia ruszył w kierunku Łopatyna, a w kolejnym dniu ponownie na Brody. Ostatni, zakończony pełnym sukcesem, bój z wojskami Budionnego stoczył 4 sierpnia wzdłuż szosy Radziwiłłów – Brody, po czym został zluzowany i przetransportowany, przez Warszawę, do Twierdzy Modlin.
18 Dywizja Piechoty, a w jej składzie pułk, została podporządkowana nowo utworzonej 5 Armii i skierowana 13 sierpnia 1920 do Płońska. Następnego dnia, 22 km na północ od Płońska, pułk otrzymał rozkaz ataku na kierunku Raciąż, a następnie na Mystków i Rzewin. W prowadzonych walkach nie napotkał większego oporu nieprzyjaciela. Następnie skierował się na wschód na Smardzewo i Gutarzewo, zajmując w boju te miejscowości. W dalszym marszu zajął Sarnową Górę i Ojrzeń. O Ojrzeń toczył ciężkie walki, miejscowość trzykrotnie przechodziła z rąk do rąk i została ostatecznie zajęta 18 sierpnia. Pułk ruszył na północ i 20 sierpnia zajął Ciechanów a 22 sierpnia Mławę. Po krótkim wypoczynku, I. i III. bataliony zdobyły 23 sierpnia Szumsk, zaś II. batalion, w składzie 144 pułku Strzelców Kresowych, Chorzele, po czym pododdziały wróciły do Mławy.
Po kilkudniowym wypoczynku, 5 września 1920 pułk odjechał do Chełma, a następnie do Dorohuska. Stąd kontynuował dalszy, zwycięski marsz. Przez Chworostów i Piługę podszedł pod Kowel, gdzie 14 września stoczył wielogodzinny bój o miasto. Kolejne walki toczył o Rożyszcze, po czym skierował się na Skirycze a dalej w kierunku północnym na Pińsk, który już był zajęty przez Ochotniczą Sprzymierzoną Armię gen. Bałachowicza. Ostatni ciężki bój stoczył pułk 2 października o Łuniniec i ruszył w pościgu za cofającym się nieprzyjacielem na Łachwę, praktycznie bez styczności z nim. Po wielu zmianach, ustalił swoje stanowisko na wschód od Jeziora Kniaź (powiat mozyrski). 18 października wszedł życie rozejm. Pułk wycofał się na zachód od rzeki Cny.

### Mława, Chorzele. Mapy walk pułku w 1920

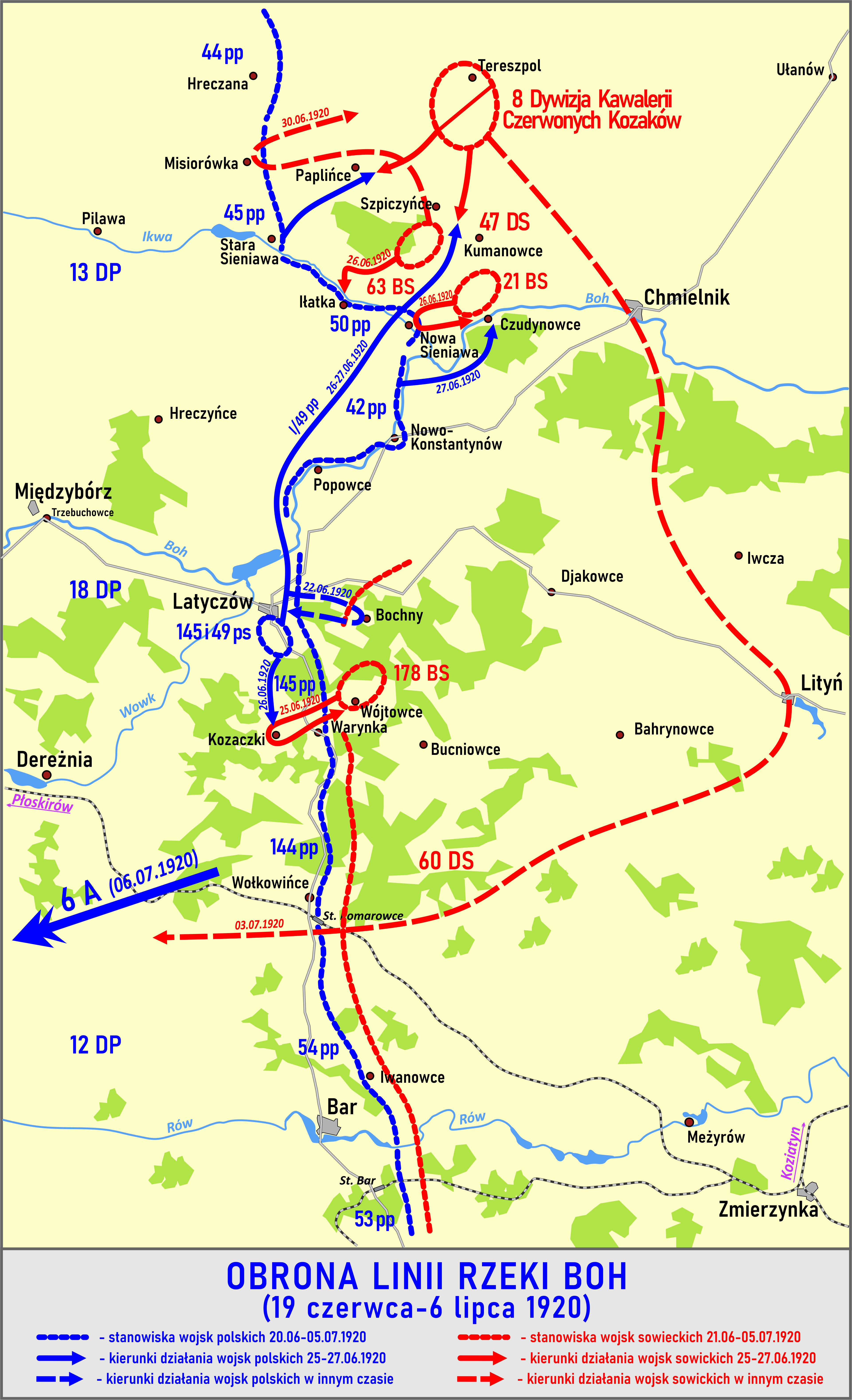
nad rzeką Boh
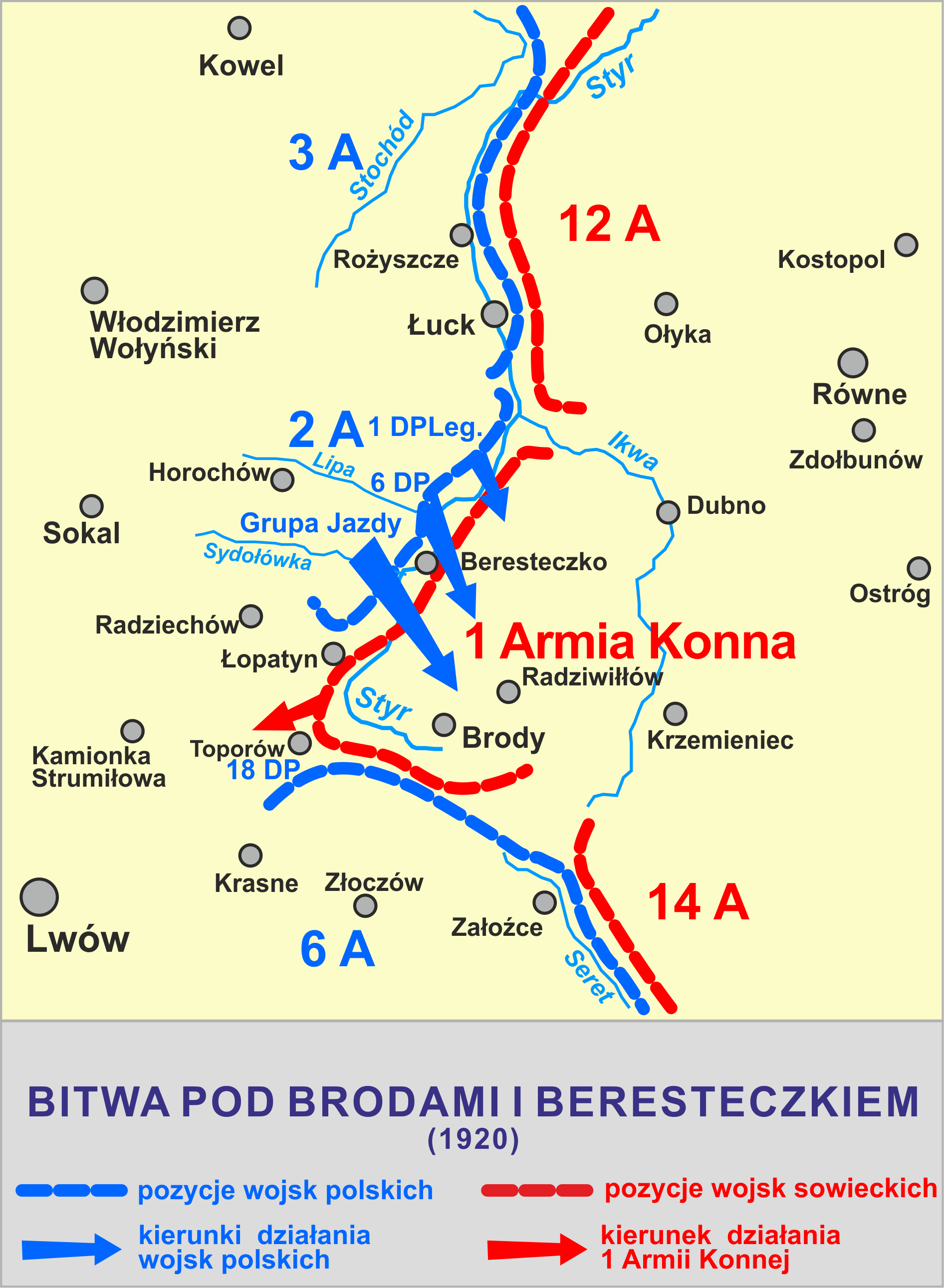
Bitwa pod Brodami
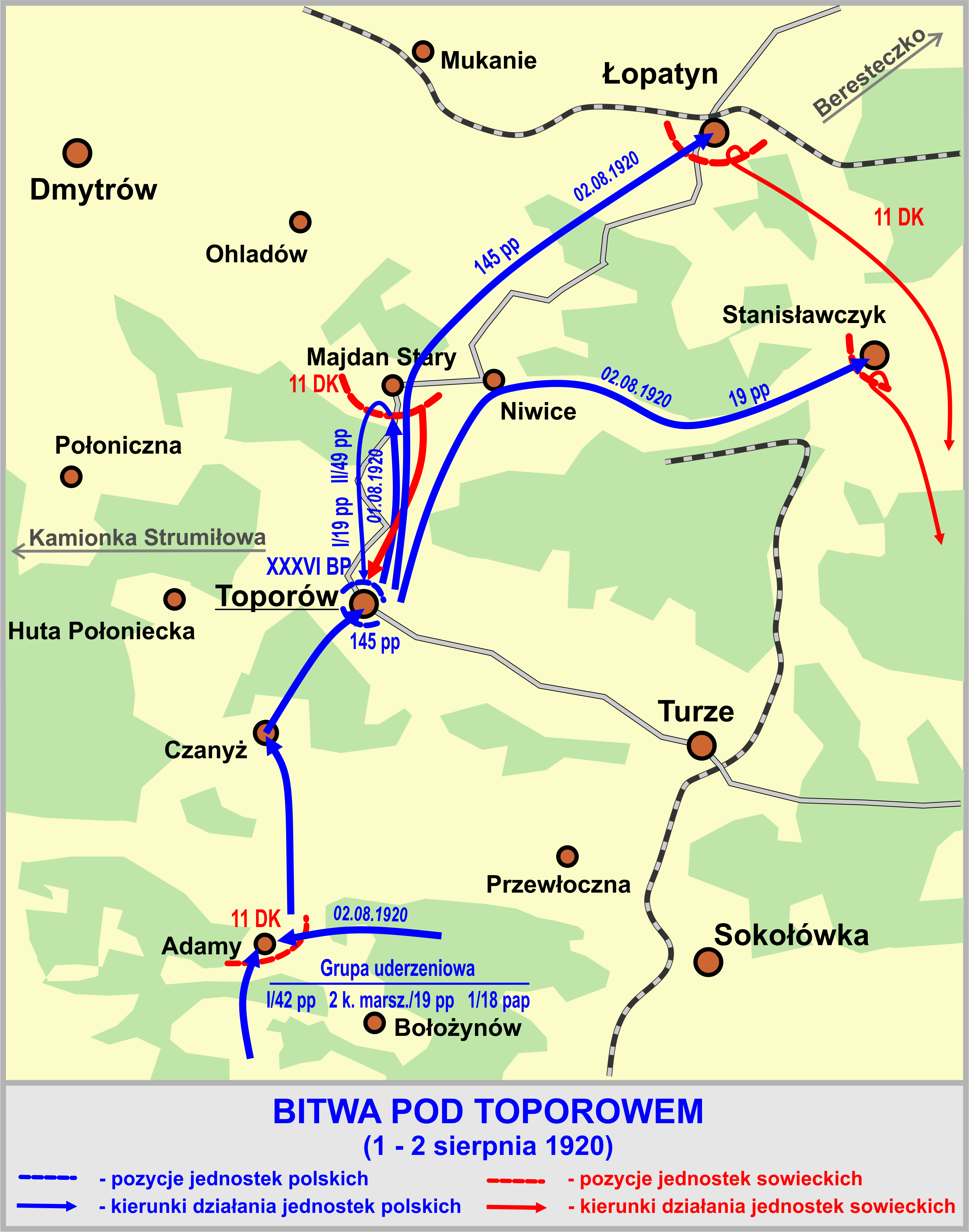
Bitwa pod Toporowem
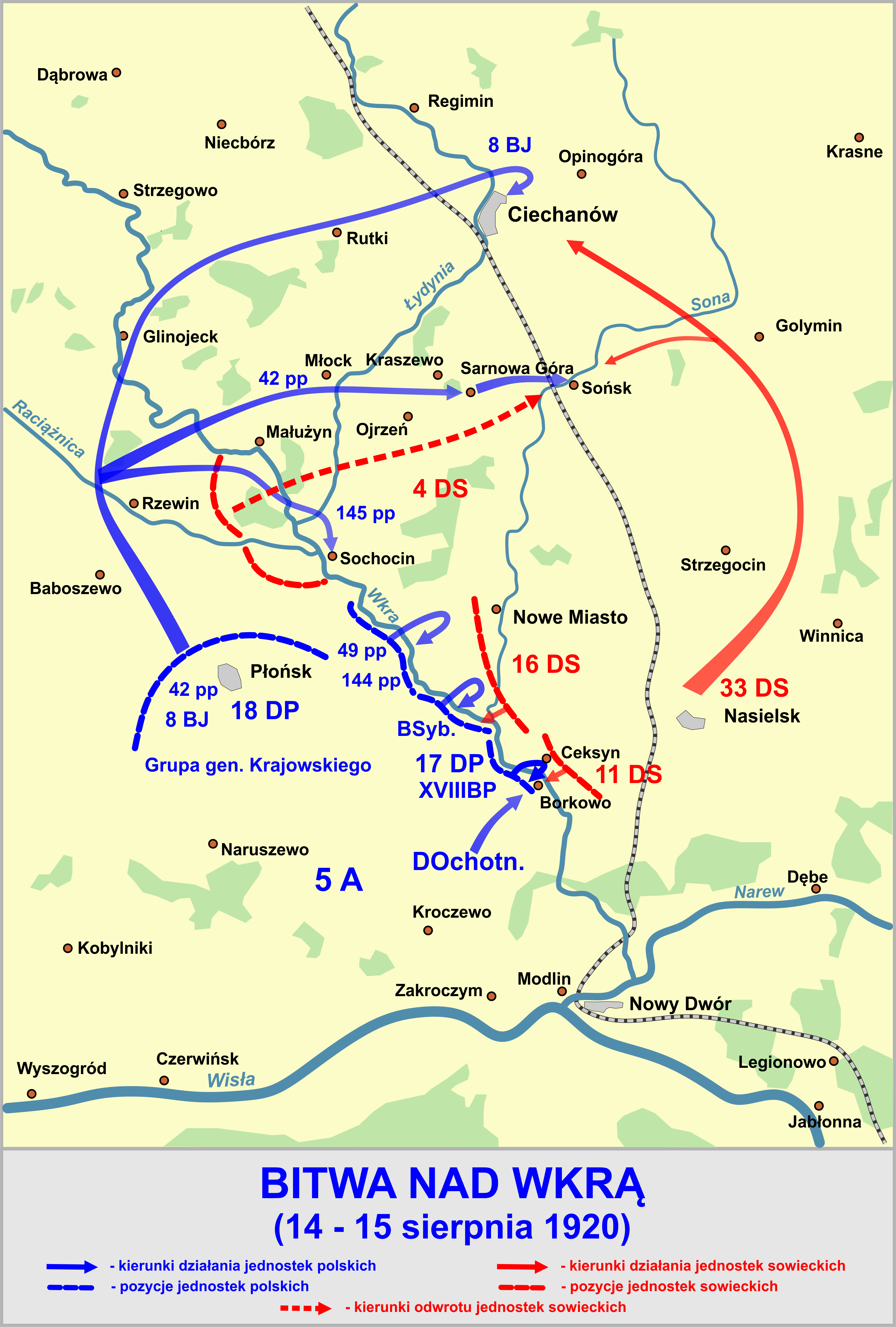
Bitwa nad Wkrą
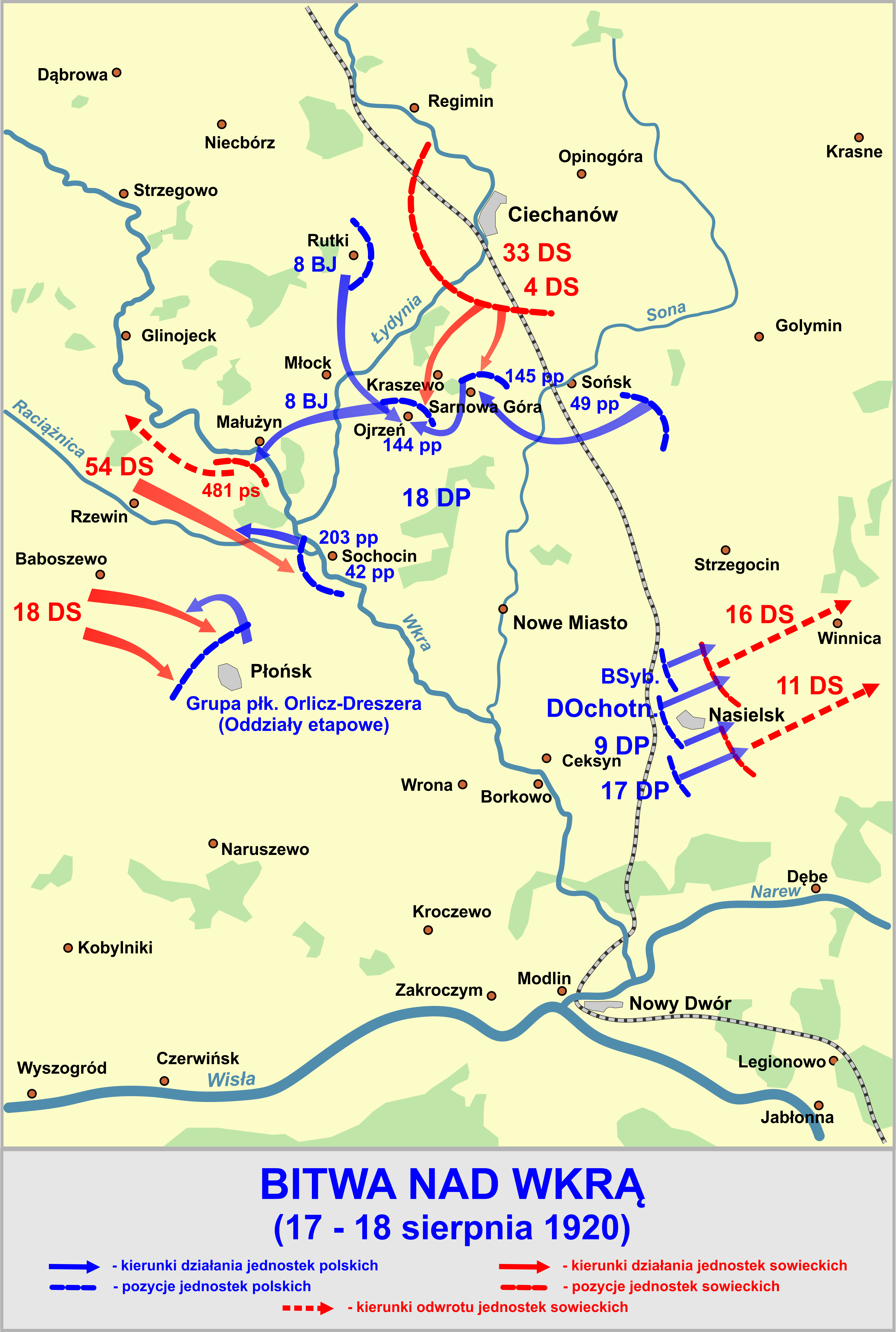
Bitwa nad Wkrą
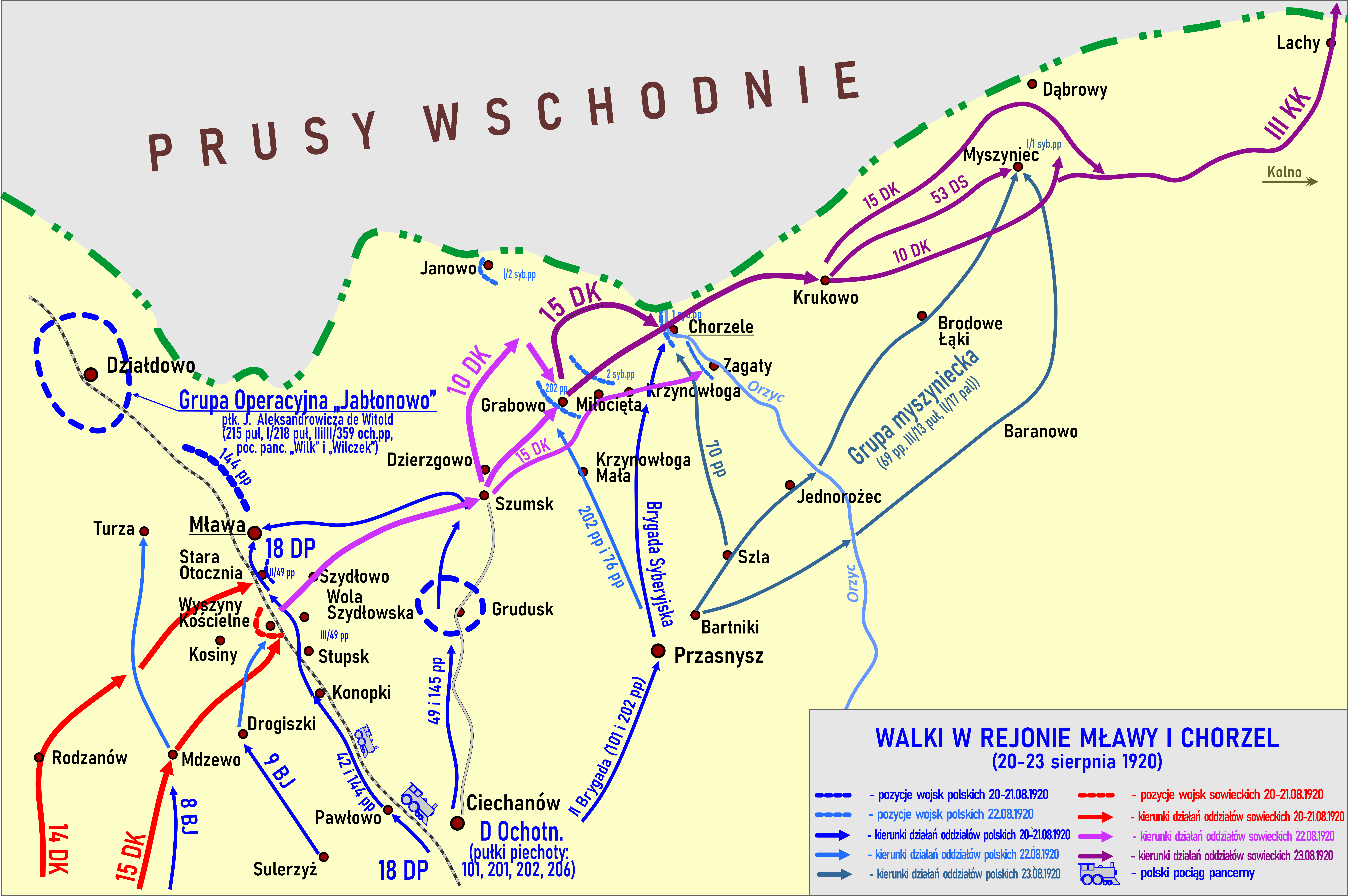
walki w rejonie Mława-Chorzele

### Kawalerowie Virtuti Militari
| Żołnierze pułku odznaczeni Krzyżem Srebrnym Orderu Wojskowego Virtuti Militari za wojnę 1918–1920: | Żołnierze pułku odznaczeni Krzyżem Srebrnym Orderu Wojskowego Virtuti Militari za wojnę 1918–1920: | Żołnierze pułku odznaczeni Krzyżem Srebrnym Orderu Wojskowego Virtuti Militari za wojnę 1918–1920: |
| -------------------------------------------------------------------------------------------------- | -------------------------------------------------------------------------------------------------- | -------------------------------------------------------------------------------------------------- |
| ppor. Teodor Błoch                                                                                 | śp. ppor. Feliks Frank                                                                             | kpr. Jan Gajda                                                                                     |
| sierż. Antoni Groll                                                                                | śp. ppor. Wacław Haas                                                                              | pchor. Zbigniew Jaruzelski                                                                         |
| plut. Wincenty Jurczyk                                                                             | plut. Stanisław Klasa                                                                              | ppor. Czesław Kopański                                                                             |
| kpr. Dionizy Kręgielski                                                                            | plut. Bronisław Łakota                                                                             | ppor. Stefan III Majewski                                                                          |
| kpr. Ignacy Marek                                                                                  | szer. Andrzej Pietrzak                                                                             | ppor. Franciszek Piotrowiak                                                                        |
| ppłk. Włodzimierz Rachmistruk                                                                      | ppor. Kazimierz Ryziński                                                                           | ppor. Teodor Serednicki                                                                            |
| śp. ppor. Antoni Szepelski                                                                         | śp. ppor. Jan Szut                                                                                 | pchor. Julian Tarnawski                                                                            |
| kpt. Stanisław Trzebunia                                                                           | st. szer. Ludwik Tyliński                                                                          | kpt. Jan Uldanowicz                                                                                |
| mjr Witold Wartha                                                                                  | sierż. Michał Zarzycki                                                                             | |

Ponadto 38 oficerów i 63 szeregowych zostało odznaczonych Krzyżem Walecznych.

## Pułk w okresie pokoju

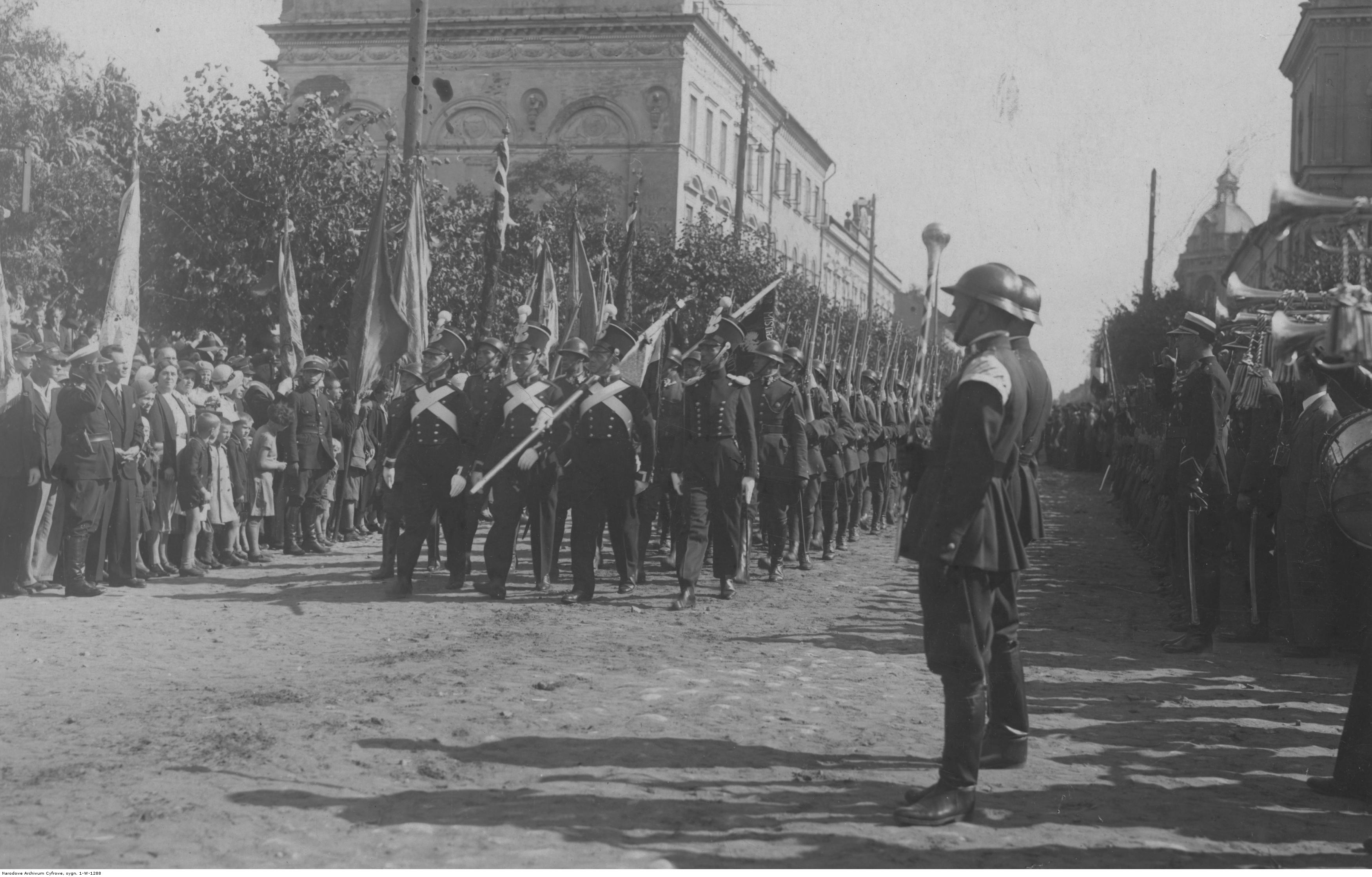
Święto 72 pułku piechoty w Radomiu w 1932 roku – defilada

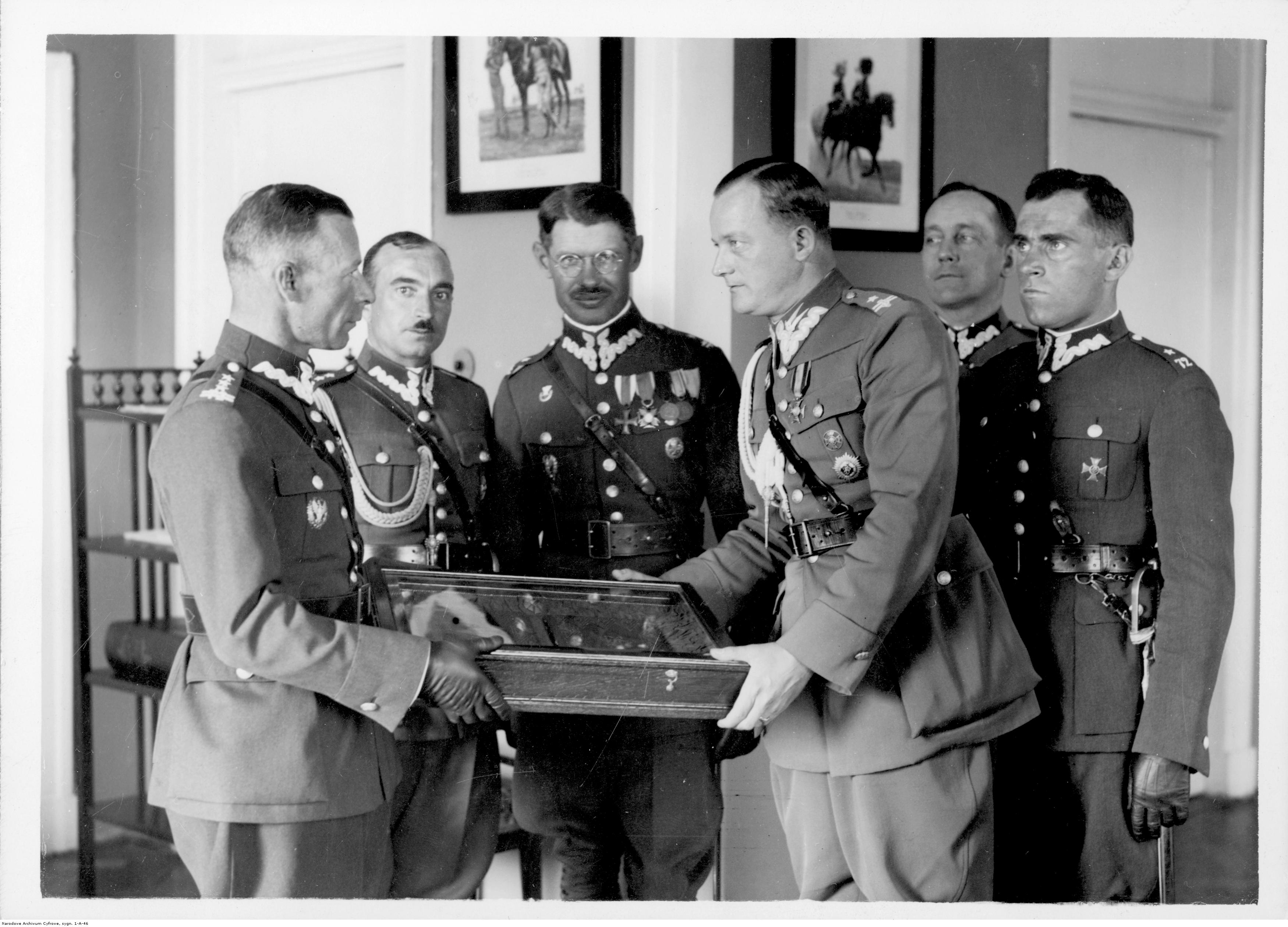
Szef Gabinetu MSWojsk. mjr dypl. kaw. Adam Korwin-Sokołowski (trzeci od prawej), w imieniu marszałka Józefa Piłsudskiego, odbiera od płk. Gwidona Kawińskiego odznakę pamiątkową i historię 72 pp. Trzeci od lewej stoi mjr dypl. piech. Aleksander Dmytrak. Warszawa 1932.

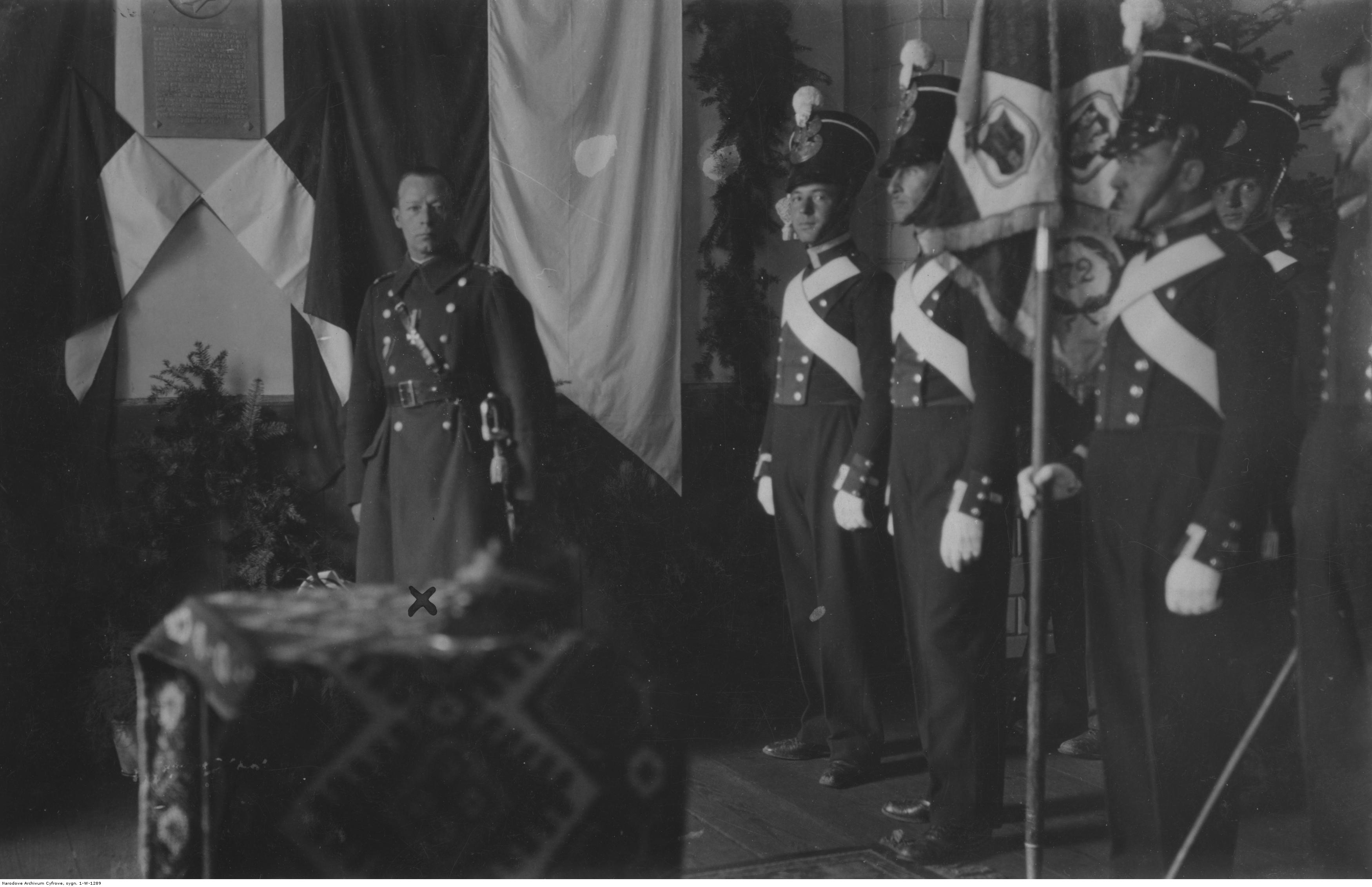
Odsłonięcie tablicy pamiątkowej ku czci Józefa Piłsudskiego w świetlicy 72 pp. Płk Karol Weiss de Helmenau, żołnierze w strojach historycznych; listopad 1933.

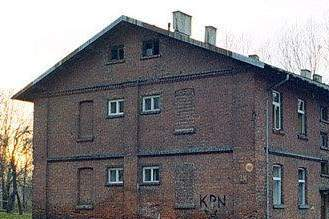
Nieistniejący obecnie budynek dawnych koszar wojskowych przy ul. Chrobrego w Radomiu

W listopadzie i grudniu 1920 roku pułk przeszedł na leże zimowe do Pińska. Na podstawie rozkazu ministra spraw wojskowych z 14 stycznia 1921 roku we Włodzimierzu Wołyńskim został zorganizowany batalion zapasowy 145 pułku piechoty pod dowództwem podpułkownika Jana Diaka. 5 marca roku oddział został przemianowany na 72 pułk piechoty, a batalion zapasowy 145 pułku piechoty na batalion zapasowy 72 pułku piechoty. 18 kwietnia pułk wyruszył do Sarn, gdzie pełnił służbę garnizonową i kordonową. 31 sierpnia pułk udał się do garnizonu Brześć, lecz już 8 października przybył do Warszawy i zajął koszary przy ulicy Nowowiejskiej. 24 kwietnia 1922 roku pułk przybył do Radomia.
Po zakończeniu wojny polsko-bolszewickiej 72 pp i 49 pp zostały wydzielone ze składu 18 DP, a w ich miejsce wszedł 33 pp zorganizowany na Ziemi Łomżyńskiej. 72 pp wszedł wówczas w skład 28 Dywizji Piechoty.
6 sierpnia 1922 roku pułk obchodził swoje święto przypadające na dzień 14 sierpnia, rocznicę krwawych i zwycięskich walk w roku 1920, uwieńczonych zajęciem Sochocina. Obchody święta zostały przesunięte z uwagi na planowane odejście pułku na kilka tygodni do Obozu Ćwiczeń Dęblin.
19 maja 1927 roku minister spraw wojskowych marszałek Polski Józef Piłsudski ustalił i zatwierdził dzień 14 sierpnia, jako datę święta pułkowego.
Na podstawie rozkazu wykonawczego Ministerstwa Spraw Wojskowych do Departamentu Piechoty o wprowadzeniu organizacji piechoty na stopie pokojowej PS 10-50 z 1930 roku, w Wojsku Polskim wprowadzono trzy typy pułków piechoty. 72 pułk piechoty zaliczony został do typu I pułków piechoty (tzw. „normalnych”). W każdym roku otrzymywał około 610 rekrutów. Stan osobowy pułku wynosił 56 oficerów oraz 1500 podoficerów i szeregowców. W okresie zimowym posiadał batalion starszego rocznika, batalion szkolny i skadrowany, w okresie letnim zaś batalion starszego rocznika i dwa bataliony poborowych.
Po wprowadzeniu w 1930 nowej organizacji piechoty na stopie pokojowej, pułk szkolił rekrutów dla potrzeb 3 batalionu strzelców CWP w Rembertowie.
| Obsada personalna i struktura organizacyjna w marcu 1939 | Obsada personalna i struktura organizacyjna w marcu 1939 |
| Stanowisko                                               | Stopień, imię i nazwisko                                 |
| Dowództwo, kwatermistrzostwo i pododdziały specjalne     | Dowództwo, kwatermistrzostwo i pododdziały specjalne     |
| -------------------------------------------------------- | -------------------------------------------------------- |
| dowódca pułku                                            | ppłk Karol Chrobaczyński                                 |
| I zastępca dowódcy pułku                                 | ppłk Stanisław V Kowalski                                |
| adiutant                                                 | kpt. Jan Grzybowski                                      |
| starszy lekarz                                           | kpt. dr Józef Wiłkomirski                                |
| młodszy lekarz                                           | vacat                                                    |
| II zastępca dowódcy pułku (kwatermistrz)                 | mjr Ksawery Wierzbowski                                  |
| oficer mobilizacyjny                                     | kpt. Józef Wiktor Muszyński                              |
| zastępca oficera mobilizacyjnego                         | kpt. Leoncjusz Stanisław Wancerski                       |
| oficer administracyjno-materiałowy                       | kpt. adm. (piech.) Józef Łapinkiewicz                    |
| oficer gospodarczy                                       | kpt. int. Franciszek I Michalik                          |
| oficer żywnościowy                                       | chor. Mikołaj Mazurek                                    |
| oficer taborowy                                          | por. tab. Maksymilian Wincenty Krapel                    |
| kapelmistrz                                              | kpt. adm. (kapelm.) Anatoliusz Więckowski                |
| dowódca plutonu łączności                                | por. Stefan Pawiński                                     |
| dowódca plutonu pionierów                                | kpt. Wacław Syczyński                                    |
| dowódca plutonu artylerii piechoty                       | kpt. art. Antoni Wacław Chmielewski                      |
| dowódca plutonu ppanc.                                   | por. Michał Bolesław Bartoszewski                        |
| dowódca oddziału zwiadu                                  | por. Eugeniusz Burski                                    |
| I batalion                                               |                                                          |
| dowódca batalionu                                        | mjr Jan Bryda                                            |
| dowódca 1 kompanii                                       | mjr Władysław Antoni Kulesza                             |
| dowódca plutonu                                          | por. Bolesław Nowacki                                    |
| dowódca plutonu                                          | ppor. Alojzy Bruski                                      |
| dowódca 2 kompanii                                       | kpt. Jan Józef Papiz                                     |
| dowódca plutonu                                          | por. Józef Miernik                                       |
| dowódca 3 kompanii                                       | kpt. Jerzy Wolanowski                                    |
| dowódca plutonu                                          | por. Marian Nowakowski                                   |
| dowódca 1 kompanii km                                    | por. Zenon Jerzy Mędrzycki                               |
| dowódca plutonu                                          | por. Tomasz Kostewicz                                    |
| dowódca plutonu                                          | ppor. Franciszek Michał Wolszakiewicz                    |
| II batalion                                              |                                                          |
| dowódca batalionu                                        | mjr Stanisław Jaszczuk                                   |
| dowódca 4 kompanii                                       | por. Stanisław Rzepka                                    |
| dowódca plutonu                                          | por. Ignacy Wybranowski                                  |
| dowódca 5 kompanii                                       | kpt. Czesław Wincenty Majewski                           |
| dowódca plutonu                                          | ppor. Hieronim Hofer                                     |
| dowódca plutonu                                          | ppor. Jan Sobieniak                                      |
| dowódca 6 kompanii                                       | kpt. Jakub Wajda                                         |
| dowódca plutonu                                          | ppor. Walenty Maksymilian Przybylski                     |
| dowódca plutonu                                          | ppor. Józef I Ostrowski                                  |
| dowódca 2 kompanii km                                    | por. Stanisław Poreda                                    |
| dowódca plutonu                                          | por. Stefan Paczyński                                    |
| dowódca plutonu                                          | ppor. Stefan Orliński                                    |
| III batalion                                             |                                                          |
| dowódca batalionu                                        | mjr Władysław Musielski                                  |
| dowódca 7 kompanii                                       | por. Wacław Wiatr                                        |
| dowódca plutonu                                          | por. Feliks Waszczykowski                                |
| dowódca 8 kompanii                                       | por. Walenty Mikulski                                    |
| dowódca plutonu                                          | ppor. Lech Antoni Dunin-Karwicki                         |
| dowódca 9 kompanii                                       | kpt. adm. (piech.) Julian Więcek                         |
| dowódca plutonu                                          | por. Józef Roman Utnicki                                 |
| dowódca plutonu                                          | ppor. Eugeniusz Alfons Dymitrów                          |
| dowódca 3 kompanii km                                    | kpt. Jan Chmiel                                          |
| dowódca plutonu                                          | por. Jan Anyszka                                         |
| dowódca plutonu                                          | ppor. Antoni Natkański                                   |
| na kursie                                                | por. Jerzy Jabłoński                                     |

## 72 pp w kampanii wrześniowej

### Mobilizacja
72 pułk piechoty im. Dionizego Czachowskiego z Radomia w ramach mobilizacji alarmowej grupie brązowej zmobilizował:
- kompanię km plot. typ B nr 110,
- kompanię km plot. typ B nr 111.

W grupie czarnej zmobilizował swoje własne pododdziały w terminie od A+24 do A+42. Dodatkowo do dyspozycji 28 Dywizji Piechoty zmobilizował:
- samodzielna kompania km i bt. nr 13
- kolumna taborowa nr 119.

W II rzucie mobilizacji powszechnej mobilizował:
- batalion I/ 93 pułku piechoty rez.,
- dowództwo i pododdziały pułkowe 93 pp rez[29].

Mobilizacja alarmowa pułku rozpoczęła się 25 sierpnia o godz. 6.00 pododdziały pułku były częściowo rozwinięte, gdyż przebywała w nim duża grupa rezerwistów powołana na ćwiczenia letnie. Celem dalszej mobilizacji bataliony i kompanie w miejscowościach pod Radomiem: I/72 pp w Gołębiów-Brzustówka, II/72 pp Rajec Poduchowny, III/72 pp, tabory i pluton artylerii w Idalinie. Wieczorem 26 sierpnia i w nocy 26/27 sierpnia bataliony i pododdziały pułkowe złożyły przysięgę. Od popołudnia 27 sierpnia do rana 29 sierpnia pododdziały 72 pp odjechały sukcesywnie pięcioma transportami kolejowymi z Radomia przez Dęblin, Warszawa, Koluszki, Łódź, Karsznice lub przez Dęblin, Siedlce, Małkinia, Warszawa, Koluszki, Łódź i Karsznice do stacji Widawa i Łask. W koszarach pozostał batalion rekrucki wcielenia wiosennego oraz z dalszych rezerwistów w przyspieszonym terminie podjęto mobilizację pododdziałów 93 pp rez. pod dowództwem ppłk. Stanisława Kowalskiego. 1 września przybył do koszar 72 pp, OZ 16 DP z którego sformowano 3 września improwizowany pułk piechoty OZ 16 DP. Oba pułki weszły w skład Grupy „Radom”. 72 pp po dojechaniu w rejon wyładowczy przemieściły się do rejonu Patoki-Józefów na linii obrony macierzystej 28 Dywizji Piechoty gen. bryg. Władysława Bończy-Uzdowskiego, wchodzącej w skład Armii „Łódź”. Od rana 30 sierpnia batalion I budował umocnienia polowe na północny wschód od miejscowości Borowiec, II batalion w rejonie folwarku Józefów, a III batalion w drugim rzucie obrony w folwarku Masłowice. 4 kompania strzelecka pozostała w rejonie Patoków, prowadziła tam prace przy fortyfikacjach polowych. Działania pułku miał wspierać ogniem III dywizjon 28 pułku artylerii lekkiej (rozwinął się pomiędzy miejscowościami: Kraszkowice, Masłowice, Borowiec).

### Działania bojowe

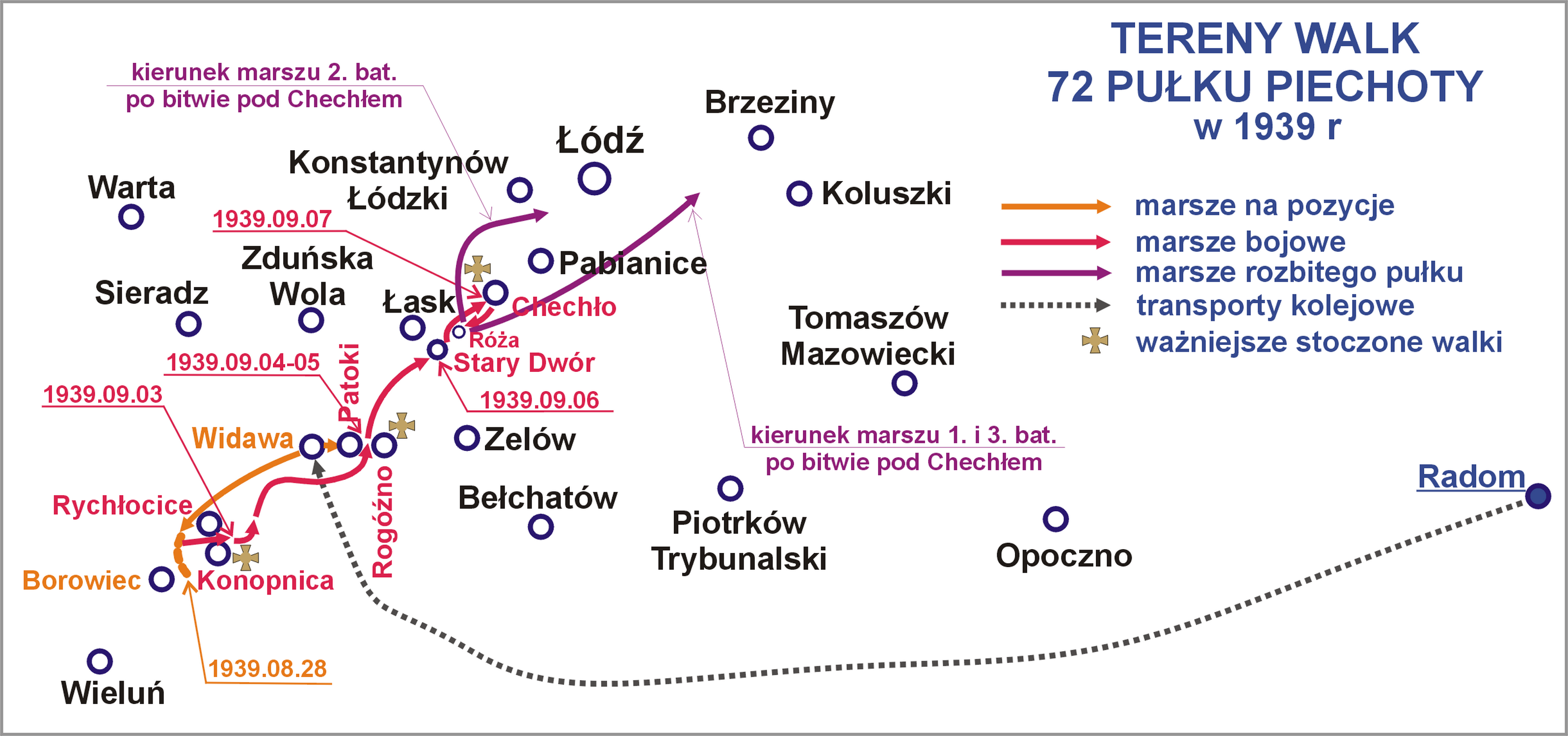
Tereny walk Pułku w 1939 roku

#### Od Warty do Widawki
1 września 1939 o godz. 8.00 stanowiska 72 pp w miejscowości Borowiec zostały zbombardowane, kolejne naloty zadały straty I batalionowi i w taborach. Zginęło 21 żołnierzy, a rannych zostało ponad 20 żołnierzy. Po południu stanowiska pułku były ponownie bombardowane. Jedyną styczność z niemieckim patrolem pancernym miał jeden z plutonów kompanii ppanc., który unieruchomił dwa czołgi lekkie i samochód pancerny i pluton artylerii piechoty, który zniszczył dwa niemieckie samochody pancerne. Nocą przez pozycje 72 pp wycofał się z przedpola 36 pułk piechoty Legii Akademickiej. 2 września niemiecka broń pancerna prowadziła rozpoznanie na odcinku 72 pp. Artyleria pułkowa oraz dywizjon III/28 pal unieruchomiły 8 niemieckich pojazdów pancernych. Pluton zwiadowców konnych w rejonie Kraszkowice zlikwidował patrol motocyklistów niemieckich z 13 Dywizji Piechoty Zmotoryzowanej i wziął jeńców. Natomiast pluton kolarzy w majątku Kraszkowice stoczył potyczkę z patrolem niemieckim unieruchomił samochód pancerny i wziął jeńca kierowcę. Nocą 2/3 września zgodnie z rozkazem dowódcy 28 DP, 72 pułk piechoty im. D. Czachowskiego opuścił dotychczas zajmowane stanowiska i prowadził opóźnianie niemieckich oddziałów. Wycofał się na pośrednią rubież obrony na Warcie w rejonie Rychłocice-Konopnica. 3 września o świcie I i II batalion obsadził wschodni brzeg Warty. I/72 pp w rejonie Rychłocic, II/72 pp w miejscowości Konopnica. Natarcie niemieckie wyprowadzone o godz. 8.00 na Rychłocice zostało załamane, ze stratą zniszczonych czterech czołgów i trzech samochodów pancernych. W godzinach popołudniowych odcinek II batalionu był dwukrotnie atakowany, oba natarcia niemieckie zostały odparte. Około godz. 18.30 pod Konopnicą udało się oddziałom niemieckim sforsować Wartę i dokonać wyłomu w obronie batalionu II/72 pp, w trakcie walk o likwidację niemieckiego przyczółka poległ mjr Stanisław Jaszczuk, por. Lucjan Szczepański, dalszych trzech oficerów i 3 podoficerów i ok. 60 strzelców. 2 września 15 pułk piechoty był wspierany przez batalion III/72 pp, marszem nocnym 2/3 września zmierzał on do macierzystego pułku. Około godz. 8.00 rano zbliżał do Rychłocic, lotnictwo niemieckie zbombardowało most na Warcie. Straż tylna III batalionu zaatakowana została przez pancerny oddział rozpoznawczy 1 Dywizji Lekkiej. Batalion odparł atak mimo poniesionych strat. Przeprawił się przez Wartę w bród i po częściowo zniszczonym moście. Jednak podczas przeprawy utracił znaczną część sprzętu i większość taboru. Batalion ten przeszedł do odwodu pułku w rejonie Wrońska.
O zmroku 3 września zgodnie z rozkazem dowódcy dywizji gen. bryg. Władysława Bończy-Uzdowskiego, pułk odszedł na linię głównego oporu na rzece Widawka. Pod Rychłocicami zginęli: strzelcy – Antoni Deja, Michał Grudzień, Edward Kania, Ludwik Kądziala, Jan Stachurski, Stefan Wlazło, st. strz. Józef Majda, plut. Środa. Ich mogiły znajdują się na miejscowym cmentarzu. Wieczorem Niemcy podpalili Konopnicę i Rychłocice. 72 pp zajął obronę na wschodnim brzegu rzeki Widawka w pierwszym rzucie: z II batalionem w rejonie Rogoźno-Ruda i III batalionem w rejonie Chrząstawy. I batalion pozostał w odwodzie pułku. 4 września od godzin porannych lotnictwo niemieckie prowadziło rozpoznanie stanowisk pułku, następnie pozycje obronne zostały ostrzelane ogniem artylerii. Niemieckie natarcie na odcinku pułku zostało odparte. Działania bojowe nieprzyjaciel prowadził na sąsiednich odcinkach obrony, poza działaniami patroli na odcinku pułku przez pozostałą część dnia 4 września i noc 4/5 września był spokój. 5 września pozycje pułku były ostrzeliwane przez artylerię niemiecką i atakowane przez lotnictwo, na pozycje III batalionu w rejonie Patoki i sąsiedniego 83 pułku piechoty 30 Dywizji Piechoty, uderzyła niemiecka 18 Dywizja Piechoty. Batalion wsparty ogniem 28 pułku artylerii lekkiej odparł niemieckie natarcia, poległo kilkudziesięciu żołnierzy, w tym część od zbyt krótkiego ostrzału własnej artylerii. Nocą 5/6 września 72 pp na rozkaz z dowództwa dywizji wycofał się do rejonu Stary Dwór-Gucin na południowy wschód od Łasku i na skraju lasu zajął obronę. W I rzucie stanowiska zajął I i II batalion z III batalionem w odwodzie. W dniu 6 września pododdziały pułku prowadziły walkę ogniową z niemieckimi patrolami rozpoznawczymi.

#### Bój o Pabianice
Realizując nowy rozkaz dowódcy 28 DP, 72 pułk piechoty w dniu 7 września miał prowadzić manewrowe działania opóźniające na trzech osiach: Łask-Pabianice batalionem II/72 pp, Róża-Pabianice batalionem III/72 pp i Dłutów-Pabianice batalionem I/72 pp. Ubezpieczająca od południa wzmocniona 9 kompania strzelecka została rozbita w rejonie Bud Dłutowskich przez niemiecki oddział pancerno-motorowy. Przez lukę pomiędzy 72 pp i 30 DP od strony południowej niemieckie oddziały pancerno-motorowe wyprzedziły kolumny 72 pp. Odcięły 72 pułk od reszty macierzystej dywizji organizującej obronę rejonu Pabianic. O godz. 15.00 72 pp podjął natarcie przez wieś Chechło na szosę Łask-Pabianice, przy wsparciu artylerii do natarcia przystąpiły bataliony II i III w pierwszym rzucie i za nimi I batalion. Obrona niemiecka z pułku zmotoryzowanego SS „Leibstandarte Adolf Hitler” i I batalionu 23 pułku czołgów, nie dała się zaskoczyć na atakujące bataliony 72 pp nieprzyjaciel położył silny ostrzał artyleryjski i wszelkiej broni piechoty oraz czołgów. II batalion nie mógł ruszyć z podstawy wyjściowej, do walki wprowadzono I batalion. Batalion III ze wsparciem I zdobyły palącą się wieś Chechło, dalsze natarcie pułku zostało wstrzymane. Na Chechło niemiecka piechota i czołgi wykonały kontrataki, odparte przy obopólnych stratach. Częściowo został rozbity I batalion. Na rozkaz ppłk. Karola Chrobaczyńskiego po zmroku pułk przerwał walkę i wycofał się z Chechła i innych pozycji do lasu w pobliżu miejscowości Róża. W ciężkich walkach poległo 9 oficerów, w tym dowódcy 7 i 8 kompanii por. Wacław Wiatr i Walenty Makulski, 12 podoficerów i 161 strzelców, wielu zostało rannych i duża grupa dostała się do niewoli. W trakcie walk i po nich doszło do rozdzielenia się sił pułku. Reszta I batalionu i luźne grupy z II i III batalionów pomaszerowały w kierunku Łodzi, 8 września pod Brzezinami starły się ze zmotoryzowanym oddziałem niemieckim. W wyniku walki zostały rozbite, duża grupa wraz z dowódcą I/72 pp mjr Janem Brydą dostała się do niewoli. Jedna z grup I batalionu st. sierż. Stefana Barcikowskiego i 75 żołnierzy przez Skierniewice, Żyrardów, Grodzisk i Błonie przebiła się do Warszawy. 14 września została przydzielona do 360 pułku piechoty. Zebrane w nocy 7/8 września pozostałości pułku pomaszerowały do Brzezin, rannych odesłano do szpitala w Pabianicach. Z żołnierzy 72 pułku, 9 września dowódca pułku utworzył zbiorczy batalion.

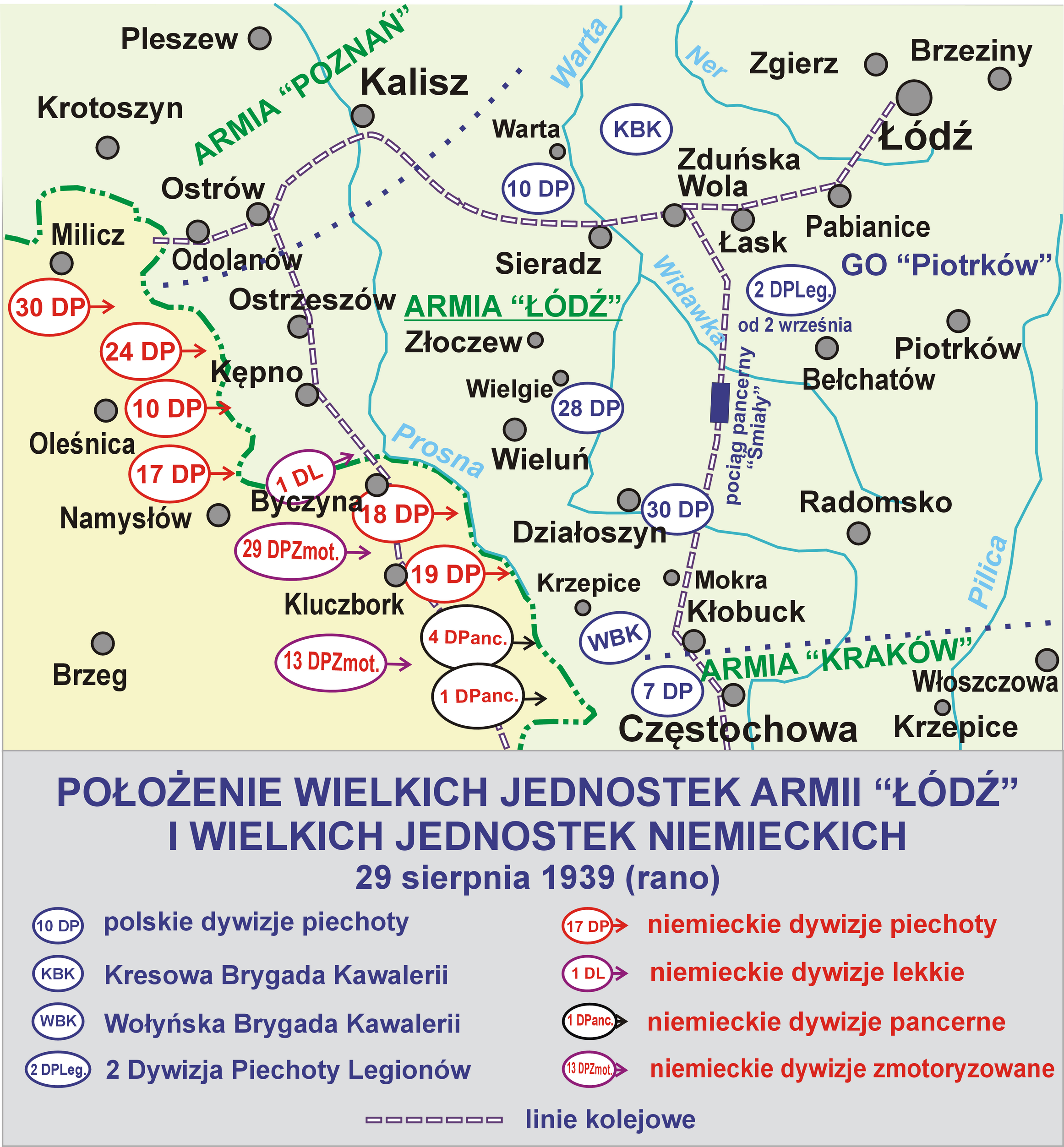
Rejon walk pułku

#### Walki odwrotowe
Od świtu 9 września batalion 72 pp pomaszerował drogą Kamień-Pamiętno na zachód od Skierniewic do rejonu Mokra-Lewa, tam batalion bronił linii rzeki Rawka. W tym czasie pozostałości III batalionu por. Rzepki w sile ok. 200 żołnierzy dotarły w rejon Rudy Pabianickiej, a następnie Skoszewy i 8 września wzięły udział w walkach 36 pp LA w rejonie Skoszewy i Poćwiardówki. W nocy 10 września batalion zbiorczy ppłk Karol Chrobaczyński podzielił na dwie kompanie i przydzielił jedną do kolumny 2 Dywizji Piechoty Legionów, wraz z którą osiągnął 11 września Wiskitki i Gole. Druga kompania dotarła wraz z kolumną 28 DP do lasu pod Żyrardowem. Po odpoczynku kolejnej nocy pododdziały 72 pp podjęły dalszy marsz przez Baranów do Błonia. Z Błonia zgodnie z rozkazem dowódcy Grupy Operacyjnej gen. bryg. Wiktora Thommée ppłk Karol Chrobaczyński poprowadził batalion por. Rzepki i kompanię z batalionu zbiorczego w kierunku kolumny głównej 28 DP poprzez Rokitno, Milanówek, Brwinów. Pod Rokitnem stoczono potyczkę z niemieckimi czołgami. Po zajęciu przez oddziały 28 DP Brwinowa, cała piechota dywizji, a wśród nich batalion 72 pp por. Stanisława Rzepki, wykonała natarcie na Kotowice, w walce poległ por. Rzepka i 14 szeregowych z batalionu 72 pp. Po tej walce pozostałość batalionu 72 pp pod dowództwem por. Utnickiego przydzielono do 36 pp LA. Pozostałości 28 DP prowadziły dalej walki poprzez Pruszków i Włochy usiłowały przebić się 12 września do Warszawy. W opanowanym Milanówku w trakcie niszczenia dokumentacji pułkowej i ukrywania sztandaru pułku do niewoli niemieckiej, dostał się ppłk K. Chrobaczyński z grupą żołnierzy ze swojego pocztu. Resztki 72 pp wraz z innymi oddziałami 28 DP, wycofały się do Błonia i nocą 12/13 września pomaszerowały do Puszczy Kampinoskiej, przez Zaborówek, Czeczotki, Kazuń dotarły do Modlina. Do Warszawy z rejonu Brwinowa nocą 12/13 września przebiło się ok. 100 żołnierzy w sile dwóch plutonów i drużyny ckm, którzy zostali włączeni w szeregi 360 pp i wzięli udział w obronie stolicy.

#### W obronie Modlina
Z zebranych w Modlinie żołnierzy 72 pp utworzono zbiorczy batalion, a dowództwo 72 pp (odtworzonego) objął ppłk Ignacy Gayda. 1 kompania 72 pp wspólnie z 36 pp LA obsadziła Fort nr III i rejon Pomiechówka. Pozostałe pododdziały 72 pp, wraz z resztą 15 pp pozostały w odwodzie, za 36 pp LA okopując się na stanowiskach polowych. Od 19 września stanowiska oddziałów 28 DP były ostrzeliwane przez artylerię niemiecką i bombardowane przez lotnictwo. 20 września nastąpiło natarcie piechoty niemieckiej. W trakcie walk pozostałość batalionu 72 pp została włączona do obrony, w ich trakcie został ciężko ranny ppłk Gayda. 22 września po sforsowaniu Wkry i zajęciu bronionego przez pododdziały 36 pp LA i 72 pp Pomiechówka, linia obrony 28 DP była zagrożona przełamaniem. Od rana 27 września prowadzono bombardowanie i ostrzał artyleryjski Fortu III, a następnie do natarcia przystąpiła niemiecka piechota. Z uwagi na brak amunicji sytuacja obrony stała się krytyczna i natarcie odparto z wielkim trudem. 28 września po ostrzale artyleryjskim niemiecka piechota podjęła ponowne natarcie na fort, lecz o godz. 7.40 pododdziały 28 DP dostały rozkaz przerwania ognia, ze względu na rozmowy kapitulacyjne. 29 września nastąpiła kapitulacja twierdzy Modlin. Podczas walk we wrześniu 1939 r. poległo 19 oficerów i ok. 420 szeregowych, a rannych zostało 5 oficerów i kilkuset szeregowych 72 pułku piechoty.
| Struktura organizacyjna i obsada personalna we wrześniu 1939                            | Struktura organizacyjna i obsada personalna we wrześniu 1939                            | Struktura organizacyjna i obsada personalna we wrześniu 1939                            |
| Stanowisko                                                                              | Stopień, imię i nazwisko                                                                | Uwagi                                                                                   |
| dowództwo, organa kwatermistrzowskie jednostek pozabatalionowych i kompania gospodarcza | dowództwo, organa kwatermistrzowskie jednostek pozabatalionowych i kompania gospodarcza | dowództwo, organa kwatermistrzowskie jednostek pozabatalionowych i kompania gospodarcza |
| --------------------------------------------------------------------------------------- | --------------------------------------------------------------------------------------- | --------------------------------------------------------------------------------------- |
| dowódca pułku                                                                           | ppłk Karol Chrobaczyński                                                                |                                                                                         |
| I adiutant                                                                              | kpt. piech. Jakub Wajda                                                                 | †1940 Charków                                                                           |
| II adiutant                                                                             | por. piech. rez. Stefan Peters                                                          |                                                                                         |
| oficer informacyjny                                                                     | por. piech. rez. Aleksander Klochowicz                                                  |                                                                                         |
| dowódca drużyny dowódcy pułku                                                           | kpr. pchor. Tadeusz Kośla                                                               |                                                                                         |
| kwatermistrz                                                                            | kpt. Julian Więcek                                                                      |                                                                                         |
| I batalion                                                                              |                                                                                         |                                                                                         |
| dowódca I batalionu                                                                     | mjr Jan Bryda                                                                           |                                                                                         |
| adiutant batalionu                                                                      | ppor. rez. Stanisław Żurowski                                                           |                                                                                         |
| dowódca plutonu łączności                                                               | kpr. Leon Ciechoński                                                                    |                                                                                         |
| dowódca 1 kompanii strzeleckiej                                                         | por. Feliks Waszczykowski                                                               | †7 IX 1939 Rychłocice                                                                   |
| dowódca 1 kompanii strzeleckiej                                                         | ppor. rez. Stanisław Kwapiński                                                          | †IX 1939 Modlin                                                                         |
| dowódca 2 kompanii strzeleckiej                                                         | por. rez. Stefan Kosicki                                                                | †7 IX 1939 Chechło                                                                      |
| dowódca 3 kompanii strzeleckiej                                                         | por. rez. Władysław Jędras                                                              | †3 IX 1939                                                                              |
| dowódca 1 kompanii km                                                                   | kpt. Jan Grzybowski                                                                     |                                                                                         |
| II batalion                                                                             |                                                                                         |                                                                                         |
| dowódca II batalionu                                                                    | mjr Stanisław Jaszczuk                                                                  | †3 IX 1939 Konopnica                                                                    |
| adiutant batalionu                                                                      | ppor. rez. Andrzej Peszke                                                               |                                                                                         |
| dowódca plutonu łączności                                                               | ppor. rez. Kazimierz Garbacz                                                            | †7 IX 1939 Chechło                                                                      |
| dowódca 4 kompanii strzeleckiej                                                         | por. Stanisław Rzepka                                                                   | 3–12 IX dowódca II baonu, †12 IX 1939 Brwinów                                           |
| dowódca 5 kompanii strzeleckiej                                                         | por. rez. Maciej Wybranowski                                                            |                                                                                         |
| dowódca I plutonu                                                                       | ppor. rez. Franciszek Gryla                                                             | †3 IX 1939 Konopnica                                                                    |
| dowódca II plutonu                                                                      | ppor. piech. rez. Kazimierz Walewski                                                    | †7 IX 1939 Dobroń k. Pabianic                                                           |
| dowódca III plutonu                                                                     | ppor. rez. Tadeusz Rybicki                                                              | †3 IX 1939 Konopnica                                                                    |
| dowódca 6 kompanii strzeleckiej                                                         | por. rez. Lucjan Zygmunt Szczepański                                                    | †1940 Charków                                                                           |
| dowódca 2 kompanii km                                                                   | por. Stanisław Poreda                                                                   |                                                                                         |
| III batalion                                                                            |                                                                                         |                                                                                         |
| dowódca III batalionu                                                                   | mjr Władysław Musielski                                                                 | do 7 IX 1939                                                                            |
| dowódca III batalionu                                                                   | kpt. rez. Piotr (Eugeniusz?) Skrzypkowski                                               | od 7 IX 1939                                                                            |
| adiutant batalionu                                                                      | ppor. rez. Kaczor                                                                       |                                                                                         |
| dowódca plutonu łączności                                                               | plut. Czesław Perzanowski                                                               |                                                                                         |
| dowódca 7 kompanii strzeleckiej                                                         | por. Wacław Wiatr                                                                       | †7 IX 1939 Chechło                                                                      |
| dowódca 8 kompanii strzeleckiej                                                         | por. Walenty Makulski                                                                   | †7 IX 1939 Chechło                                                                      |
| dowódca 9 kompanii strzeleckiej                                                         | por. Józef Roman Utnicki                                                                | od 12 IX 1939 dowódca II baonu                                                          |
| dowódca 3 kompanii km                                                                   | kpt. Jan Chmiel                                                                         | †IX 1939                                                                                |
| Pododdziały specjalne                                                                   |                                                                                         |                                                                                         |
| dowódca kompanii zwiadu                                                                 | por. piech. Eugeniusz Burski                                                            | †5 I 1943 KL Auschwitz                                                                  |
| dowódca kompanii przeciwpancernej                                                       | por. Michał Bolesław Bartoszewski                                                       |                                                                                         |
| dowódca plutonu artylerii piechoty                                                      | kpt. art. Antoni Wacław Chmielewski                                                     |                                                                                         |
| dowódca plutonu pionierów                                                               | por. Marian Nowakowski                                                                  |                                                                                         |
| dowódca plutonu łączności                                                               | por. Jerzy Jabłoński                                                                    | †IX 1939                                                                                |
| dowódca plutonu przeciwgazowego                                                         | plut. Franciszek Kicior                                                                 |                                                                                         |

## Symbole pułku
Sztandar
19 sierpnia 1923 prezydent Stanisław Wojciechowski wręczył pułkowi przepisową, trzecią z rzędu chorągiew pułkową, ufundowaną przez Komitet miasta Radom i powiatu radomskiego (pierwszą chorągiew ufundowało włoskie miasto Chivasso, natomiast drugą Koło Ziemianek w Łowiczu). Podczas uroczystej mszy św. na dziedzińcu koszarowym ks. biskup polowy Stanisław Gall poświęcił chorągiew. Na sztandarze tym widniały nazwy miejscowości związanych z historią oddziału, odznaka Armii Hallera oraz herby miast Chivasso i Radom.
Odznaka pamiątkowa
28 grudnia 1927 roku kadra zawodowa pułku podjęła uchwałę o wprowadzeniu odznaki pamiątkowej. Autorem projektu odznaki był oficer pułku, kpt. Jan Grochot. 18 lipca 1931 roku Minister Spraw Wojskowych zatwierdził wzór i regulamin odznaki pamiątkowej 72 pp. Odznaka ma kształt stylizowanej tarczy bojowej podzielonej na osiem segmentów w których wpisano numery i inicjały: 18 DP 1920 6, 21, 145 oraz tarcze herbowe miast: Chivasso, Lure, Łowicz, Radom. Środek odznaki zajmuje nałożona emaliowana tarcza herbowa z numerem i inicjałami 72 PP. Oficerska – jednoczęściowa, wykonana w tombaku srebrzonym, emaliowana. Wymiary: 41x32 mm. Wykonanie: Wiktor Gontarczyk – Warszawa.

## Żołnierze pułku
Dowódcy pułku
- kpt. Jan Chlebek (XII 1918 – V 1919)
- ppłk armii francuskiej Lucjan Maurel (26 V – 31 IX 1919)
- ppłk Teofil Świrski (15 X – 21 XII 1919)
- ppłk Karol Steinbach (22 XII 1919 – 21 VII 1920)
- kpt. Jan Uldanowicz (p.o. od 22 VII 1920[46])
- ppłk Włodzimierz Rachmistruk (VII – 25 VII 1920)
- mjr Witold Wartha (26 VII – 25 X 1920)
- płk Włodzimierz Rachmistruk (26 X 1920 – XII 1923)
- ppłk Mikołaj Burzyński (p.o. XII 1924 – III 1924)
- płk piech. Karol Weiss de Helmenau (19 II 1924[47] – 31 III 1927 → praktyka poborowa w PKU Włodzimierz Wołyński)
- ppłk dypl. Alojzy Przeździecki (od 5 V 1927[48] – 6 VII 1929 → dyspozycja dowódcy OK I[49])
- ppłk / płk dypl. Gwido Kawiński (6 VII 1929[50] – XI 1935)
- ppłk Wincenty Wnuk (p.o. XI 1935 – IV 1936)
- płk Zdzisław Zajączkowski (IV 1936 – XII 1938 → dowódca Pułku KOP „Głębokie”)
- ppłk Karol Chrobaczyński (9 XII 1938 – 13 IX 1939)
- ppłk Ignacy Gayda (16 – 20 IX 1939)
- mjr Władysław Pawłowski (20 – 29 IX 1939)

Zastępcy dowódcy pułku
- ppłk piech. Mieczysław Sokół-Szahin (10 VII 1922 – 1927 → dowódca 78 pp)
- ppłk piech. Adam I Lipiński (22 VII 1927[52] – 31 VIII 1931 stan spoczynku[53])
- mjr / ppłk dypl. piech. Włodzimierz Scholze-Srokowski (1 XI 1930 – 9 IV 1934 → wykładowca w Szkole Gazowej)
- ppłk Wincenty Wnuk (9 IV 1934[54] – 15 VII 1938 → dowódca 8 pp Leg.)
- ppłk Stanisław Kowalski (do VIII 1939)

II zastępcy dowódcy pułku – kwatermistrzowie pułku
- mjr piech. Ksawery Wierzbowski (1939)
- kpt. piech. Julian Więcek[h] (VIII – IX 1939[56])

### Żołnierze 72 pułku piechoty – ofiary zbrodni katyńskiej
Biogramy ofiar zbrodni katyńskiej znajdują się między innymi w bazach udostępnionych przez Ministerstwo Kultury i Dziedzictwa Narodowego oraz Muzeum Katyńskie.
| Nazwisko i imię           | stopień              | zawód                      | miejsce pracy przed mobilizacją    | zamordowany |
| ------------------------- | -------------------- | -------------------------- | ---------------------------------- | ----------- |
| Bożek Daniel              | ppor. rez.           | technik kolejnictwa        |                                    | Katyń       |
| Ciepluch Wincenty         | ppor. rez.           | nauczyciel                 | szkoła w Chęcinach                 | Katyń       |
| Drobiński Stanisław       | ppor. rez.           | publicysta, mgr matematyki | z-ca prez. Oddziału SN w Radomiu   | Katyń       |
| Kupidura Władysław        | ppor. rez.           | technik budowlany          | Zakłady Radiotechniczne nr 2       | Katyń       |
| Lindner Jan               | ppor. rez.           | inżynier                   | asystent PW                        | Katyń       |
| Małek Antoni              | ppor. rez.           | nauczyciel                 |                                    | Katyń       |
| Sekuła Stanisław          | ppor. rez.           | nauczyciel                 | kier. szkoły w Sworzycach          | Katyń       |
| Słyszewski Leon           | ppor. rez.           | nauczyciel                 | kier. szkoły w Nowych Łosienicach  | Katyń       |
| Stróżewski Witold         | ppor. rez.           | urzędnik                   | Ministerstwo Przemysłu i Handlu    | Katyń       |
| Szachowicz Zygmunt        | por. rez.            | inżynier                   | Wydział Planowania m. Warszawy     | Katyń       |
| Zambrzycki Stanisław      | por. rez.            | inżynier                   |                                    | Katyń       |
| Bednarek Władysław        | podporucznik rezerwy | nauczyciel                 | szkoła w Tczowie                   | Charków     |
| Bryda Jan                 | major                | żołnierz zawodowy          |                                    | Charków     |
| Czarniecki Stefan         | podporucznik rezerwy | prawnik                    |                                    | Charków     |
| Fleury Aleksander         | porucznik rezerwy    | handlowiec                 | instruktor JHP                     | Charków     |
| Gdyk Stanisław            | podporucznik rezerwy |                            |                                    | Charków     |
| Grad Józef                | podporucznik rezerwy | nauczyciel                 |                                    | Charków     |
| Klimczuk Radomir          | podporucznik rezerwy | prawnik, mgr               | Sąd Grodzki w Kozienicach          | Charków     |
| Kosicki Tadeusz Leon      | podporucznik rezerwy | ekonomista, mgr            |                                    | Charków     |
| Kwarciński Zygmunt        | porucznik rezerwy    | inżynier leśnik            | Nadleśnictwo Białowieża            | Charków     |
| Leśkiewicz Zygmunt        | podporucznik rezerwy | leśnik                     |                                    | Charków     |
| Łapinkiewicz Józef Łukasz | kpt. adm. (piech.)   | oficer służby stałej       | oficer administracyjno-materiałowy | Charków     |
| Marcinek Zygmunt          | podporucznik rezerwy |                            |                                    | Charków     |
| Mączyński Kazimierz       | porucznik rezerwy    | bibliotekarz, dr filozofii | Uniwersytet Warszawski (e)         | Charków     |
| Protasiewicz Edward       | porucznik rezerwy    | inżynier                   | Centrum Badań Balistycznych        | Charków     |
| Skibiński Tadeusz         | podporucznik rezerwy | technik drogowo-budowlany  |                                    | Charków     |
| Szczepański Lucjan        | podporucznik rezerwy |                            |                                    | Charków     |
| Wajda Jakub               | kapitan              | żołnierz zawodowy          |                                    | Charków     |
| Wybranowski Ignacy        | porucznik            | żołnierz zawodowy          |                                    | Charków     |

## Pamięć o pułku
- Imię 72 pułku piechoty nosi jeden z placów w Radomiu (Plac 72 pułku piechoty w Radomiu), a także szkoła podstawowa przy ul. Szkolnej 18 w Konopnicy koło Wielunia.
- W Radomiu znajduje się pomnik poświęcony żołnierzom 72 pp.

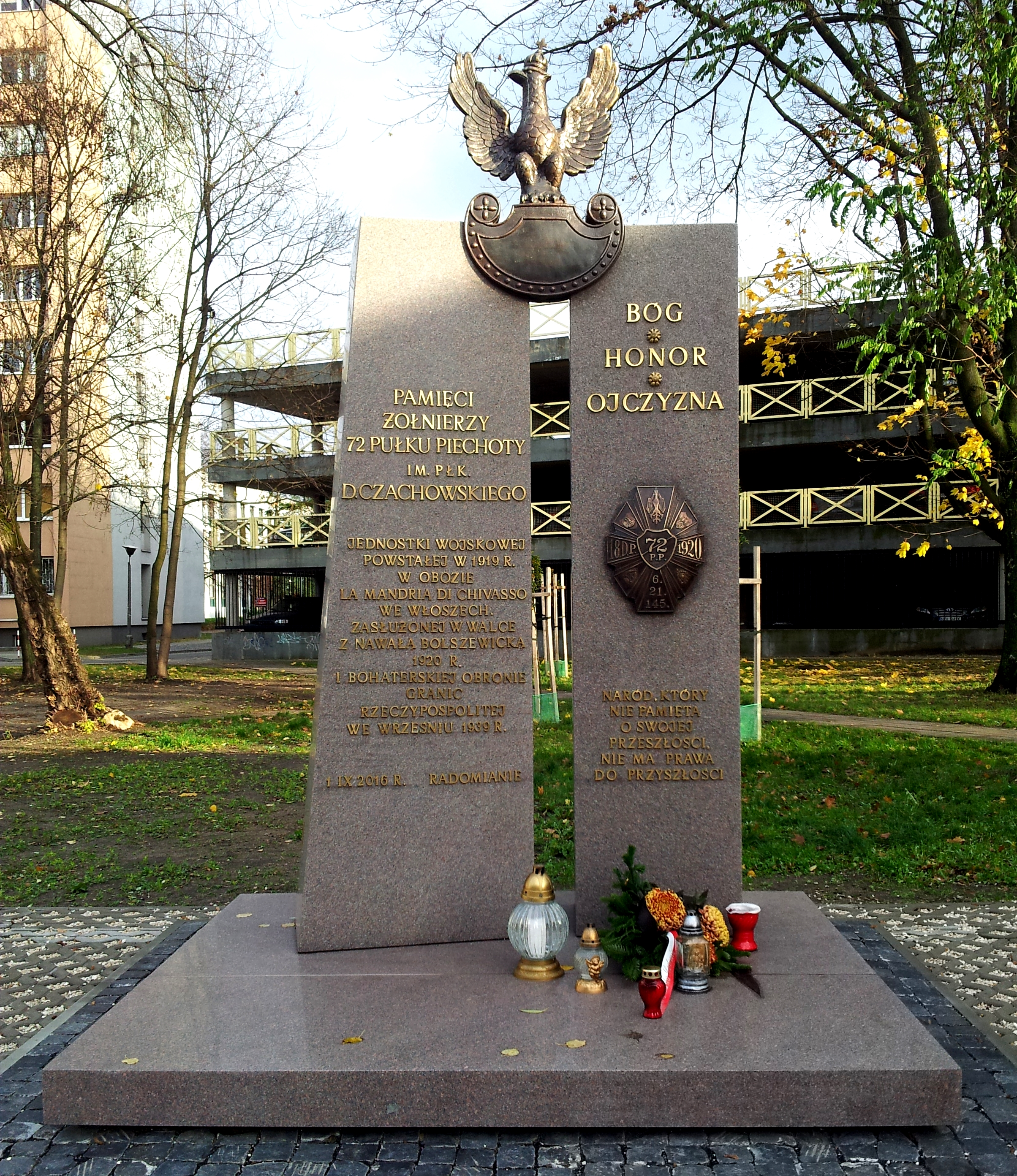
Pomnik 72 pułku piechoty w Radomiu

## Odtworzenie pułku w ramach Armii Krajowej
Tradycje radomskiego 72 pp kontynuowały: 72 pułk piechoty AK Ziemi Radomskiej w Okręgu Radomsko-Kieleckim Armii Krajowej, oraz 72 pułk piechoty AK w Warszawie, który wchodził w skład 28 Dywizji Piechoty AK im. Stefana Okrzei w czasie powstania warszawskiego.